# Steinerkirchen an der Traun
Steinerkirchen an der Traun é um município da Áustria localizado no distrito de Wels-Land, no estado de Alta Áustria.